# Giovanni Battista Laderchi
Il conte Giovanni Battista Laderchi, detto l’Imola (Laderchio, 1538 – Modena, 5 febbraio 1618), è stato un avvocato italiano.
Dal marzo 1583 fino alla sua morte fu segretario del Duca di Ferrara, Modena e Reggio, e di quello di Modena e Reggio dopo la devoluzione di Ferrara allo Stato Pontificio, consolidando il proprio potere fino a divenire un vero e proprio Primo Ministro.

## Opere

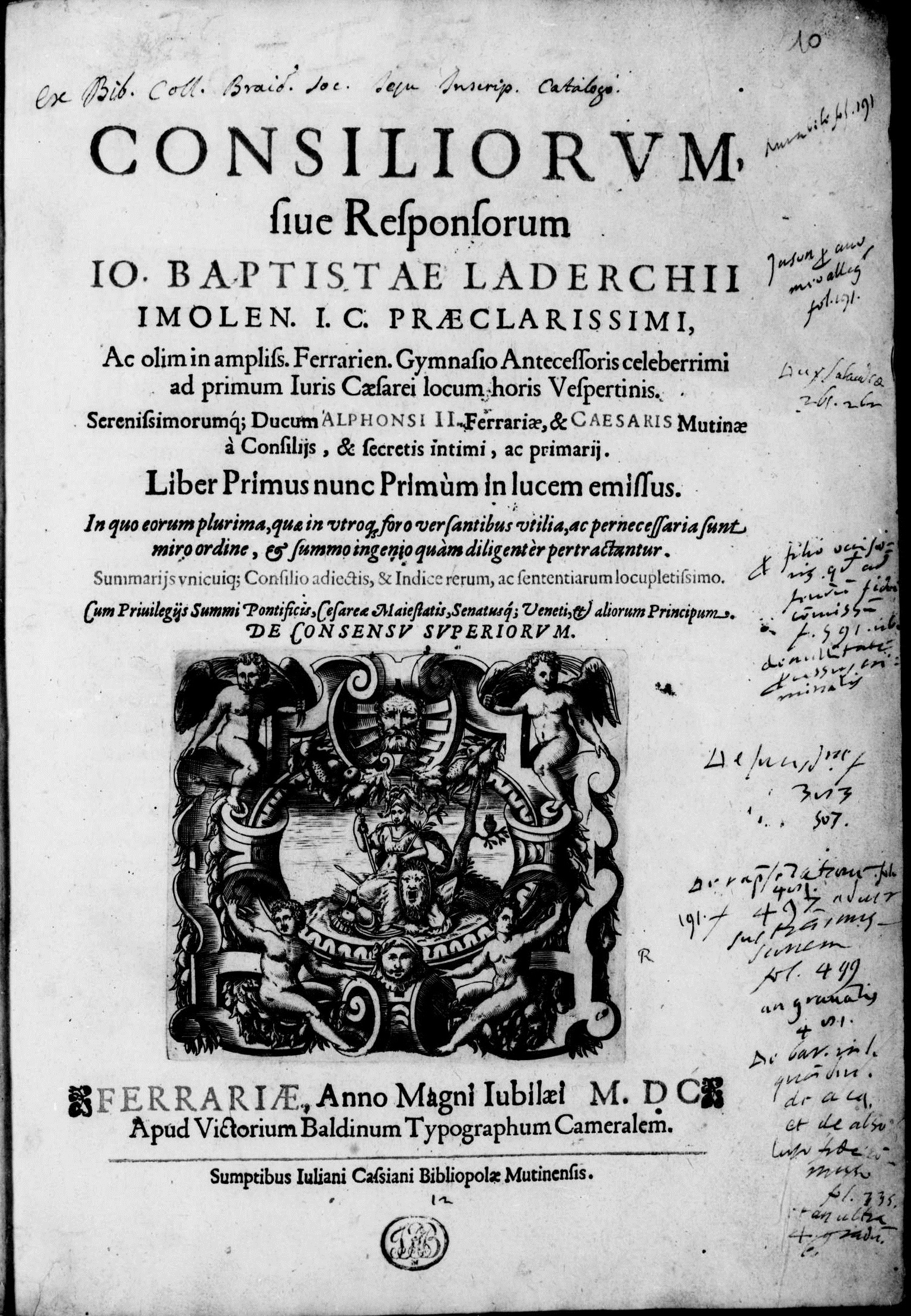
Consilia, 1600

- (LA) Consilia, Ferrara, Vittorio Baldini, 1600.